# Amphicarpaea

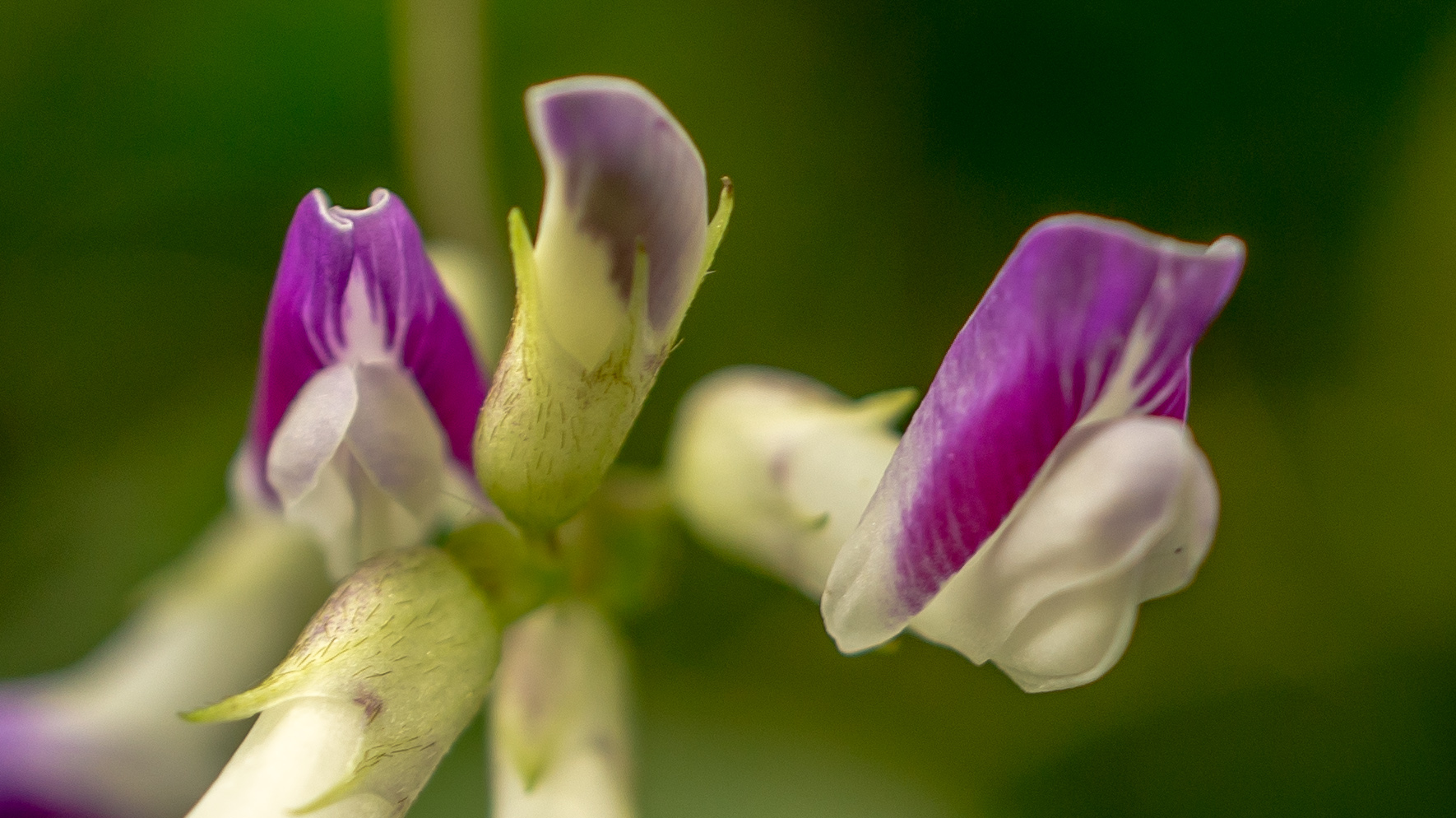
Detail květů Amphicarpaea bracteata subsp. edgeworthii

Amphicarpaea je rod rostlin z čeledi bobovité. Jsou to popínavé byliny s trojčetnými listy a drobnými motýlovitými květy, vyskytující se ve 4 druzích v Africe, Asii a Severní Americe. Druh Amphicarpaea bracteata tvořil významnou součást potravy některých kmenů severoamerických indiánů.

## Popis
Zástupci rodu Amphicarpaea jsou jednoleté nebo vytrvalé popínavé byliny s trojčetnými listy složenými z oválně vejčitých řapíčkatých lístků. Palisty jsou kopinaté, vytrvalé. Rostliny mají 2 druhy květů: vedle normálně vyvinutých mají ještě redukované kleistogamní květy. Normálně vyvinuté květy jsou motýlovité, bílé, modré, fialové nebo červené, v dlouhých a dlouze stopkatých úžlabních hroznech. Kalich je zvonkovitý až válcovitý, zakončený 5 laloky z nichž horní dva jsou kratší a téměř nebo zcela srostlé. Koruna je drobná, delší než kalich. Pavéza je oválná, vzpřímená, nehetnatá, křídla jsou obvejčitá, srpovitá, člunek je podlouhlý, prohnutý, o něco kratší než křídla. Tyčinek je 10 a jsou dvoubratré (9+1). Semeník je téměř přisedlý, s mnoha vajíčky a nitkovitou čnělkou nesoucí drobnou kulovitou bliznu. Lusky vyvíjející se z těchto květů jsou dlouhé a úzké, tenkostěnné, zploštělé, pukající 2 svinujícími se chlopněmi. Lusky obsahují několik až mnoho okrouhlých, zploštělých semen. Na nižších větvích se vyvíjejí kleistogamické květy se šupinovitou, zakrnělou nebo zcela chybějící korunou, pouze se 2 až 5 tyčinkami, které se později zanořují pod povrch půdy podobně jako tomu je u podzemnice. Podzemní plody jsou oválné, dužnaté, nepukavé a obvykle jednosemenné.

## Rozšíření
Rod Amphicarpaea zahrnuje celkem 4 druhy. Je rozšířen v tropické Africe, ve střední a východní Asii a v Severní Americe. Africký druh A. africana roste v horách tropické Afriky v nadmořské výšce až 2300 metrů, asijské druhy A. ferruginea a A. bracteata subsp. edgeworthii vystupují až do výšky 3000 metrů.

## Taxonomie
Jednotlivé druhy jsou si velmi blízce příbuzné a obtížně rozeznatelné. V minulosti bylo v rámci rodu popsáno velké množství druhů, které byly posléze redukovány na 3, z nichž každý roste na jiném kontinentu: A. africana v Africe, A. edgeworthii v Asii a A. bracteata v Severní Americe. V současné taxonomii je A. edgeworthii chápána jako poddruh A. bracteata (A. bracteata subsp. edgeworthii) a jsou rozlišovány další 2 asijské druhy: A. linearis a A. ferruginea.
Africký druh Amphicarpaea africana je některými taxonomy řazen do rodu Suteria jako Suteria africana. V takovém pojetí je pak rod Amphicarpaea omezen výskytem na Asii a Ameriku.

## Význam
Podzemní plody druhu Amphicarpaea bracteata, známé jako prasečí buráky (hog peanuts), jsou podobně jako kořeny jedlé a výživné a v minulosti tvořily významnou součást jídelníčku severoamerických indiánů zejména v povodí Missouri. Na podzim a na začátku zimy indiánské ženy vybíraly oříšky ze zásobáren hlodavců, Dakotové jim dokonce do hnízd za ně dávali náhradu, např. kukuřici.
Všechny druhy tohoto rodu mají význam jako krycí rostliny, ke zlepšování půdy (obohacují ji dusíkem) a proti erozi.

## Přehled druhů a jejich rozšíření
- Amphicarpaea africana - tropická Afrika
- Amphicarpaea bracteata - východní Asie a Severní Amerika (Kanada až Mexiko)
- Amphicarpaea ferruginea - Indie a Čína až Thajsko
- Amphicarpaea linearis - Čína